# جان سیم
جان رونالد سیم (به انگلیسی: John Ronald Simm) یک بازیگر انگلیسی است.او شهرتش را برای بازی به عنوان سام تایلر در زندگی در مریخ و فرمانروا در دکتر هو به دست آورده است.
از فیلم‌های دیگر او می‌توان به نرون اشاره کرد.